# 半點九棘鱸
半點九棘鱸，為輻鰭魚綱鱸形目鱸亞目鮨科的其中一種，分布於西印度洋區，從紅海至波斯灣海域，棲息深度4-55公尺，體長可達35公分，棲息在珊瑚礁區，為底棲性魚類，屬肉食性，以甲殼類及魚類為食，可做為食用魚。

## 擴展閱讀
維基物種上的相關：半點九棘鱸